# Élections législatives de 1986 dans le Gers
Les élections législatives françaises de 1986 ont lieu le 16 mars 1986. Dans le département du Gers, deux députés sont à élire dans le cadre d'un scrutin proportionnel par liste départementale à un seul tour.

## Élus
| Député élu            |  | Parti     |
| --------------------- |  | --------- |
| Jean Laborde          |  | PS        |
| Aymeri de Montesquiou |  | UDF (Rad) |

## Listes en présence

### Mouvement pour un parti des travailleurs
| N° | Candidats        | Parti | Parti | Principales fonctions      |
| -- | ---------------- | ----- | ----- | -------------------------- |
| 01 | Charles Fourcade |       | MPPT  | Professeur à Nogaro        |
| 02 | René Laniesse    |       | MPPT  | Directeur d'école au Houga |
|    |                  |       |       |                            |
| 03 | Isabelle Prat    |       | MPPT  | Mère de famille à Samatan  |
| 04 | Jean Bonnet      |       | MPPT  | Enseignant à Eauze         |

### Parti communiste français
| N° | Candidats          | Parti | Parti | Principales fonctions                                                                                       |
| -- | ------------------ | ----- | ----- | --- |
| 01 | Joseph Lamothe     |       | PCF   | Agriculteur, conseiller général du Canton de Masseube, vice-président du conseil général et maire de Chélan |
| 02 | Maurice Salles     |       | PCF   | Instituteur                                                                                                 |
|    |                    |       |       | |
| 03 | Catherine Ferrière |       | PCF   | Employée |
| 04 | Gaston Renaudin    |       | PCF   | Retraité, conseiller municipal de Termes-d'Armagnac                                                         |

### Parti socialiste
| N° | Candidats            | Parti | Parti | Principales fonctions                                                                 |
| -- | -------------------- | ----- | ----- | ------------------------------------------------------------------------------------- |
| 01 | Jean Laborde         |       | PS    | Député sortant, conseiller général du Canton d'Auch-Nord-Est et maire d'Auch, médecin |
| 02 | Jean Capin           |       | PS    | Artisan viticulteur, maire de Toujouse                                                |
|    |                      |       |       |                                                                                       |
| 03 | Jean-Jacques Lassave |       | PS    | Conseiller général du Canton de Lombez et maire de Lombez, agriculteur                |
| 04 | Yvon Montané         |       | PS    | Conseiller général du Canton de Mauvezin et maire de Mauvezin, professeur             |

### Mouvement des radicaux de gauche
| N° | Candidats            | Parti | Parti       | Principales fonctions                                         |
| -- | -------------------- | ----- | ----------- | ------------------------------------------------------------- |
| 01 | André Cellard        |       | MRG (ex-PS) | Maire de Saint-Clar, ancien secrétaire d'État à l'Agriculture |
| 02 | Pierre Sérée de Roch |       | MRG         | Adjoint au maire de Montesquiou                               |
|    |                      |       |             |                                                               |
| 03 | André Dabadie        |       | MRG         | Agriculteur, syndicaliste agricole                            |
| 04 | Yves Chabrot         |       | MRG         | Retraité de l'enseignement                                    |

### Opposition (UDF-RPR)
| N° | Candidats             | Parti | Parti    | Principales fonctions                                                  |
| -- | --------------------- | ----- | -------- | ---------------------------------------------------------------------- |
| 01 | Aymeri de Montesquiou |       | UDF-Rad. | Conseiller général du Canton de Gimont et maire de Marsan, agriculteur |
| 02 | Jean-Paul Broussy     |       | RPR      | Médecin, conseiller municipal d'Auch                                   |
|    |                       |       |          |                                                                        |
| 03 | Gérard Dubrac         |       | UDF      | Pharmacien, maire adjoint de Condom                                    |
| 04 | Paul Pustienne        |       | UDF      | Agriculteur, maire de Galiax                                           |

### Opposition (RPR diss.)
| N° | Candidats        | Parti | Parti     | Principales fonctions                                                                   |
| -- | ---------------- | ----- | --------- | --------------------------------------------------------------------------------------- |
| 01 | Maurice Mességué |       | RPR diss. | Maire de Fleurance, ancien conseiller général du Canton de Fleurance, chef d'entreprise |
| 02 | Jean Dubos       |       | RPR diss. | Conseiller général du Canton de Condom et maire de Condom, dentiste                     |
|    |                  |       |           |                                                                                         |
| 03 | Pierre Préneron  |       | RPR diss. | Maire de Seissan, fonctionnaire                                                         |
| 04 | Françoise Datas  |       | RPR diss. | Conseillère municipale de Mirande, médecin                                              |

### Extrême droite (FN)
| N° | Candidats         | Parti | Parti | Principales fonctions  |
| -- | ----------------- | ----- | ----- | ---------------------- |
| 01 | Jacques Guareschi |       | FN    | Agriculteur, éleveur   |
| 02 | François Pelletan |       | FN    | Cadre du secteur privé |
|    |                   |       |       |                        |
| 03 | Raoul Labénère    |       | FN    | Retraité               |
| 04 | Jean-Marc Lacotte |       | FN    | Agriculteur            |

### Extrême droite (POE)
| N° | Candidats         | Parti | Parti | Principales fonctions |
| -- | ----------------- | ----- | ----- | --------------------- |
| 01 | Yvette Le Mercier |       | POE   | Institutrice          |
| 02 | Alain Micale      |       | POE   | Technicien            |
|    |                   |       |       |                       |
| 03 | Hoai-Van Nguyen   |       | POE   | Médecin               |
| 04 | Jean Malgarin     |       | POE   | Retraité              |

## Résultats

### Résultats à l'échelle du département
| Liste Parti politique | Liste Parti politique                                                                                            | Tête de liste         | Tour unique | Tour unique | Sièges |
| Liste Parti politique | Liste Parti politique                                                                                            | Tête de liste         | Voix        | %           | Sièges |
| --------------------- | --- | --------------------- | ----------- | ----------- | ------ |
|                       | Pour une majorité de progrès avec le président de la République Parti socialiste                                 | Jean Laborde          | 41 022      | 38,20       | 1      |
|                       | Ensemble pour l'avenir du Gers Union pour la démocratie française (RPR)                                          | Aymeri de Montesquiou | 29 301      | 27,28       | 1      |
|                       | Opposition unie pour le Gers diss. Rassemblement pour la République                                              | Maurice Mességué      | 19 113      | 17,80       | 0      |
|                       | Liste présentée par le Parti communiste français Parti communiste français                                       | Joseph Lamothe        | 9 136       | 8,51        | 0      |
|                       | Liste de Rassemblement national présentée par le Front national Front national                                   | Jacques Guareschi     | 5 179       | 4,82        | 0      |
|                       | Gers demain Mouvement des radicaux de gauche                                                                     | André Cellard         | 2 638       | 2,45        | 0      |
|                       | Liste du Parti ouvrier européen Extrême droite (Parti ouvrier européen)                                          | Yvette Le Mercier     | 540         | 0,50        | 0      |
|                       | Liste du Mouvement pour un parti des travailleurs Gers Extrême gauche (Mouvement pour un parti des travailleurs) | Charles Fourcade      | 450         | 0,42        | 0      |
|                       | |                       |             |             |        |
| Inscrits              | Inscrits | Inscrits              | 137 552     | 100,00      | 2      |
| Abstentions           | Abstentions | Abstentions           | 24 761      | 18,00       |        |
| Votants               | Votants | Votants               | 112 791     | 82,00       |        |
| Blancs et nuls        | Blancs et nuls                                                                                                   | Blancs et nuls        | 5 406       | 4,79        |        |
| Exprimés              | Exprimés | Exprimés              | 107 385     | 95,21       |        |